# Lisa Steiner
Lisa Steiner és professora d'immunologia en el Departament de Biologia a l'Institut de Tecnologia de Massachusetts MIT als EUA. Quan va ingressar al MIT l'any 1967, va ser la primera dona a la facultat com a membre del departament. L'objectiu de la seva recerca era l'evolució i desenvolupament del sistema immunitari, utilitzant com a model l'organisme del peix zebra.

## Educació inicial
Steiner va néixer a Àustria però va deixar aquest país amb la seva mare poc abans de l'annexió d'Àustria per alemanya coneguda amb el mot Anschluss. Va estar la resta de la seva infantesa a Reines, Nova York. Va guanyar el premi Westinghouse de Recerca en Ciència com a estudiant d'institut i va escollir seguir estudis en matemàtiques a la Universitat Swarthmore on va rebre la llicenciatura. El seu interès va canviar i abandonà els estudis per obtenir la llicenciatura en matemàtiques a la Universitat de Princeton perquè el departament no admetia a dones; en comptes d'això, va assistir durant un breu període de formació a la Universitat Harvard abans de decidir d'inscriure's per seguir la carrera de ciències de la salut. Va rebre el grau de doctorat per l'Escola de Medicina de Yale l'any 1959. Llavors va treballar com a post graduada amb Herman Eisen a l'Escola de Medicina de la Universitat de Washington, on va començar els seus treballs de recerca en immunologia.

## Carrera acadèmica
Steiner va ser contractada al MIT l'any 1967 per Jack Buchanan, responsable de la Divisió de Bioquímica dins del departament de biologia i que buscava nous llicenciats joves externament. Steiner va continuar al MIT de llavors ençà i actualment (2018) continua mantenint un programa actiu de recerca. Steiner es va implicar en els esforços dirigits per Nancy Hopkins als treballs de la qual es van unir Mary-Lou Pardue entre altres per estudiar els efectes de la discriminació de gènere sobre les dones al MIT i portar el problema a l'atenció del llavors degà Charles Vest.:188
Steiner va rebre una beca de la Fundació Helen Hay Whitney per treballar amb Eisen i ha continuat la seva implicació en aquella organització, actualment amb el grau de vicepresidenta.

## Recerca
Els treballs d'investigació de Steineres se centren en l'evolució i desenvolupament del sistema immune en els vertebrats, utilitzant com a organisme model el peix zebra (Danio rerio). L'interès primordial del grup són els esdeveniments inicials en la diferenciació cel·lular que defineix el llinatge limfòciticc i en el desenvolupamt dene òrgans.d. Steiner també ha treballat sobre la genètica molecular del sisma immune del peix zebrare.